# 切斯特赖格
切斯特赖格，是匈牙利佐洛州所辖的一个村，总面积23.00平方公里，总人口785，人口密度34.1人/平方公里（2010年1月1日）。